# Loge La Fidélité
Loge La Fidélité is een vrijmetselaarsloge in Gent die onderdeel is van de Reguliere Grootloge van België. Zij werd opgericht in 1980. De naam verwijst naar een Gentse loge die werd gesticht in 1837, doch in 1854 werd in slaap gesteld. De geschiedenis van de naam van La Fidélité gaat nog verder terug dan 1837: een eerste keer is de naam gevonden onder ‘La Constante Fidélité n°6’ opgericht 31 mei 1772.
La Fidélité onderscheidt zich van andere reguliere loges door haar rigoureus respect voor het rituaal, haar veelvuldige en vruchtbare contacten met binnen- en buitenlandse loges en door haar studiekring 'De Kunst des Levens'.  Zij werkt als enige reguliere Belgische loge in de twee landstalen, het Nederlands en het Frans.

## Geschiedenis

### De eerste loge La Fidélité
Toen na de Belgische Revolutie in 1830 de twee belangrijkste Gentse werkplaatsen, Le Septentrion en Les Vrais Amis stug Hollandsgezind bleven, nam politicus en vriend van koning Leopold I, Goswin Baron de Stassart, het initiatief tot het oprichten van een koningsgezinde werkplaats, die gesticht werd op 28 oktober 1837.  Als tempel gebruikte de eerste loge La Fidélité eerst een bescheiden lokaal aan de Bagattenstraat, in 1840 ergens een zaal aan St-Anna, in 1845 samen met andere loges de Achtersikkel, en in 1850 ten slotte in Twaalfkameren. In 1854 doofde de loge de lichten.

### De tweede loge La Fidélité
Het betrof daarom een heroprichting der Kolommen toen loge La Fidélité op 26 januari 1980 wederom actief werd. Dat geschiedde in de tempel van de loge L’Union in Brussel.Twintig van de stichtende leden waren overgekomen van loge Le Septentrion (Gent), vijf van loge La Liberté (Gent), drie van loge De Zwijger (Gent) en een van Concorde et Tolérance (Kortrijk). Eén stichtend lid kwam van de loge Simon Stevin (Oostende).
De plechtige inwijding van de nieuwe tempel in het Gentse pand dat tussentijds via de vzw Fides et Caritas  verworven was en volledig werd heringericht, had plaats op 15 oktober 1980.
Op 9 juni 1990 vierde de loges haar tiende verjaardag. Zij telde toen 89 leden, hetgeen een forse aangroei inhield. Zeker omdat enkele stichtende leden waren teruggekeerd naar hun voormalige obediëntie. Hetzij uit nostalgie naar het verleden, hetzij omdat ze het verbod om niet reguliere loges te mogen bezoeken, als te zwaar ervoeren.
In de schoot van de loge ontstond een broederkring of ‘fraternelle’waaruit in 1991 de tweede reguliere Gentse werkplaats  Fides et Amor zou ontstaan. Ook de loge Athanor in Gent kwam vier jaar later vanuit deze werkplaats tot leven. Later ontstond hier ook een derde Gentse loge, Euclides, en ook de oprichting van loge Builders of the Silent City uit Ploegsteert werd geconsacreerd in 2013 door La Fidélité.